# 沖縄県薬剤師会
一般社団法人沖縄県薬剤師会（おきなわけんやくざいしかい、英称: Okinawa Pharmaceutical Association）は、沖縄県の薬剤師を会員とする法人。

## 本部所在地
〒901-1105 沖縄県島尻郡南風原町字新川218-10

## 郡市薬剤師会
- 北部支部
- 中部支部
- 那覇支部
- 南部支部
- 宮古支部
- 八重山支部